# 德伦特-弗里斯兰森林国家公园

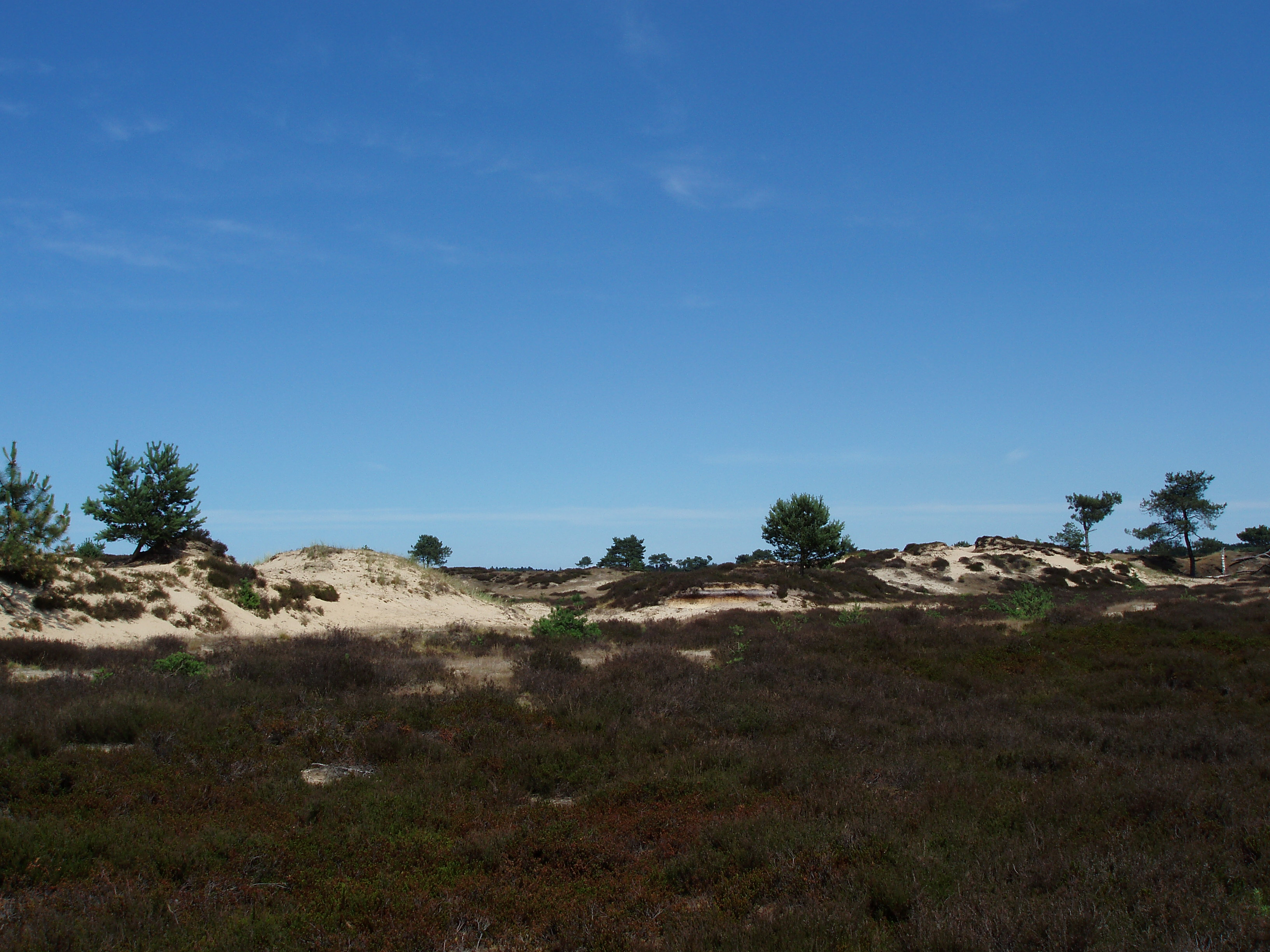

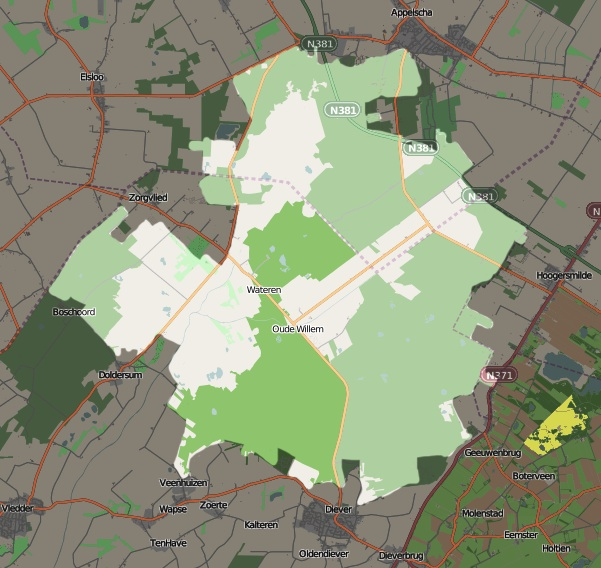

德伦特-弗里斯兰森林国家公园（荷蘭語：Nationaal Park Drents-Friese Wold）是荷蘭的國家公園，位於該國北部，橫跨弗里斯蘭省和德倫特省，成立於2000年，面積61平方公里，該地區有松貂、胎生蜥蜴、渡鴉等野生動物棲息。